# K5 League Daejeon/Sejong/Chungcheongnam-do 2021
Die K5 League Daejeon/Sejong/Chungcheongnam-do 2021 war die dritte Spielzeit als höchste Amateurspielklasse im südkoreanischen Fußball gewesen. Die Saison begann am 9. Mai und endete am 17. Oktober. Anschließend folgen die Play-off-Spiele.

## Teilnehmer und ihre Spielstätten
| Team                                            | Stadt                                           | Heimstadion                                     | In der Liga seit                                | Vorjahresplatzierung                            |                                                 |
| K5 League Daejeon/Sejong/Chungcheongnam-do 2021 | K5 League Daejeon/Sejong/Chungcheongnam-do 2021 | K5 League Daejeon/Sejong/Chungcheongnam-do 2021 | K5 League Daejeon/Sejong/Chungcheongnam-do 2021 | K5 League Daejeon/Sejong/Chungcheongnam-do 2021 | K5 League Daejeon/Sejong/Chungcheongnam-do 2021 |
| ----------------------------------------------- | ----------------------------------------------- | ----------------------------------------------- | ----------------------------------------------- | ----------------------------------------------- | ----------------------------------------------- |
| Sejong Ukil FC                                  | Sejong-Stadt                                    | Ahnyeong-Dong-Fußballplatz                      | 2019                                            | 3. Platz                                        |                                                 |
| Sejong United FC                                | Sejong-Stadt                                    | Ahnyeong-Dong-Fußballplatz                      | 2021                                            | Aufsteiger aus der K6 League                    |                                                 |
| Daejeon Daedeok Winnerstar                      | Daejeon                                         | Ahnyeong-Dong-Fußballplatz                      | 2019                                            | 2. Platz                                        |                                                 |
| Daejeon Doksuri FC                              | Daejeon                                         | Ahnyeong-Dong-Fußballplatz                      | 2020                                            | Staffelmeister                                  |                                                 |
| Daejeon Seobu FC                                | Daejeon                                         | Ahnyeong-Dong-Fußballplatz                      | 2021                                            | Aufsteiger aus der K6 League                    |                                                 |
| Cheonan Sangyong                                | Cheonan                                         | Ahnyeong-Dong-Fußballplatz                      | 2019                                            | 4. Platz                                        |                                                 |

## Reguläre Saison
| Pl. | Verein                     | Sp. | S | U | N | Tore    | Diff. | Punkte |
| --- | -------------------------- | --- | - | - | - | ------- | ----- | ------ |
| 1.  | Daejeon Seobu FC (N)       | 5   | 4 | 1 | 0 | 031:700 | +24   | 13     |
| 2.  | Daejeon Daedeok Winnerstar | 5   | 4 | 1 | 0 | 017:600 | +11   | 13     |
| 3.  | Sejong Ukil FC             | 5   | 3 | 0 | 2 | 023:120 | +11   | 09     |
| 4.  | Daejeon Doksuri FC (M)     | 5   | 2 | 0 | 3 | 012:220 | −10   | 06     |
| 5.  | Cheonan Sangyong           | 5   | 1 | 0 | 4 | 015:250 | −10   | 03     |
| 6.  | Sejong United FC (N)       | 5   | 0 | 0 | 5 | 001:270 | −26   | 0      |

| Zum 5. Spieltag:                                                                                            |  |
| Qualifikation zur K5-League-Meisterschaft und Qualifikation zum Korean FA Cup 2022 Abstieg in die K6 League |  |
| |  |
| Zum Saisonende 2020:                                                                                        |  |
| (M) Vorjahres Staffelsieger                                                                                 |  |
| (N) Aufsteiger aus der K6 League                                                                            |  |

## Statistik

### Torschützenliste
Bei gleicher Anzahl von Treffern sind die Spieler alphabetisch geordnet.
| Platz | Spieler        | Mannschaft       | Tore |
| ----- | -------------- | ---------------- | ---- |
| 01    | Kim Jeong-bin  | Daejeon Seobu FC | 14   |
| 02    | Park Su-bin    | Cheonan Sangyong | 12   |
| 03    | No Yeong-hun   | Sejong Ukil FC   | 9    |
| 04    | Kim Dong-hyo   | Sejong Ukil FC   | 5    |
| 0     | Choi Yong-seon | Daejeon Seobu FC | 5    |

## Spielplan
| Datum            | Spielort                   | Heimmannschaft             | Auswärtsmannschaft         | Ergebnis |
| ---------------- | -------------------------- | -------------------------- | -------------------------- | -------- |
| 1. Spieltag      |                            |                            |                            |          |
| 9. Mai 2021      | Ahnyeong-Dong-Fußballplatz | Cheonan Sangyong           | Daejeon Daedeok Winnerstar | 3:6      |
| 9. Mai 2021      | Ahnyeong-Dong-Fußballplatz | Sejong Ukil FC             | Daejeon Seobu FC           | 2:3      |
| 9. Mai 2021      | Ahnyeong-Dong-Fußballplatz | Daejeon Doksuri FC         | Sejong United FC           | 2:0      |
| 2. Spieltag      |                            |                            |                            |          |
| 23. Mai 2021     | Ahnyeong-Dong-Fußballplatz | Daejeon Daedeok Winnerstar | Daejeon Seobu FC           | 1:1      |
| 23. Mai 2021     | Ahnyeong-Dong-Fußballplatz | Daejeon Doksuri FC         | Sejong Ukil FC             | 3:6      |
| 23. Mai 2021     | Ahnyeong-Dong-Fußballplatz | Cheonan Sangyong           | Sejong United FC           | 7:1      |
| 3. Spieltag      |                            |                            |                            |          |
| 20. Juni 2021    | Ahnyeong-Dong-Fußballplatz | Sejong United FC           | Daejeon Daedeok Winnerstar | 0:3      |
| 20. Juni 2021    | Ahnyeong-Dong-Fußballplatz | Sejong Ukil FC             | Cheonan Sangyong           | 9:3      |
| 20. Juni 2021    | Ahnyeong-Dong-Fußballplatz | Daejeon Seobu FC           | Daejeon Doksuri FC         | 12:2     |
| 4. Spieltag      |                            |                            |                            |          |
| 4. Juli 2021     | Ahnyeong-Dong-Fußballplatz | Sejong United FC           | Sejong Ukil FC             | 0:6      |
| 4. Juli 2021     | Ahnyeong-Dong-Fußballplatz | Cheonan Sangyong           | Daejeon Seobu FC           | 2:6      |
| 4. Juli 2021     | Ahnyeong-Dong-Fußballplatz | Daejeon Daedeok Winnerstar | Daejeon Doksuri FC         | 4:2      |
| 5. Spieltag      |                            |                            |                            |          |
| 17. Oktober 2021 | Ahnyeong-Dong-Fußballplatz | Daejeon Doksuri FC         | Cheonan Sangyong           | 3:0      |
| 17. Oktober 2021 | Ahnyeong-Dong-Fußballplatz | Daejeon Seobu FC           | Sejong United FC           | 9:0      |
| 17. Oktober 2021 | Ahnyeong-Dong-Fußballplatz | Daejeon Daedeok Winnerstar | Sejong Ukil FC             | 3:0      |